# Клепач Володимир Михайлович
Володи́мир Миха́йлович Кле́пач — солдат Збройних Сил України, учасник російсько-української війни.

## З життєпису
Мешканець м. Жовква Львівська область. Учасник АТО.
На фронт пішов добровольцем в липні 2014 року. Солдат, проходив військову службу у складі 7 роти 80 ОДШБр.
Кіборг, що захищав Донецький аеропорт.
Помер вранці 10 листопада 2021 року в лікарні м. Львова в результаті важкої хвороби. Похований 11 листопада 2021 року в м. Жовкві.

## Нагороди та вшанування
За особисту мужність і високий професіоналізм, виявлені у захисті державного суверенітету та територіальної цілісності України, вірність військовій присязі, відзначений — нагороджений
- орденом «За мужність» III ступеня (31.7.2015).
- Нагрудний знак «За оборону Донецького аеропорту»[1]